# Schloss Donaustauf

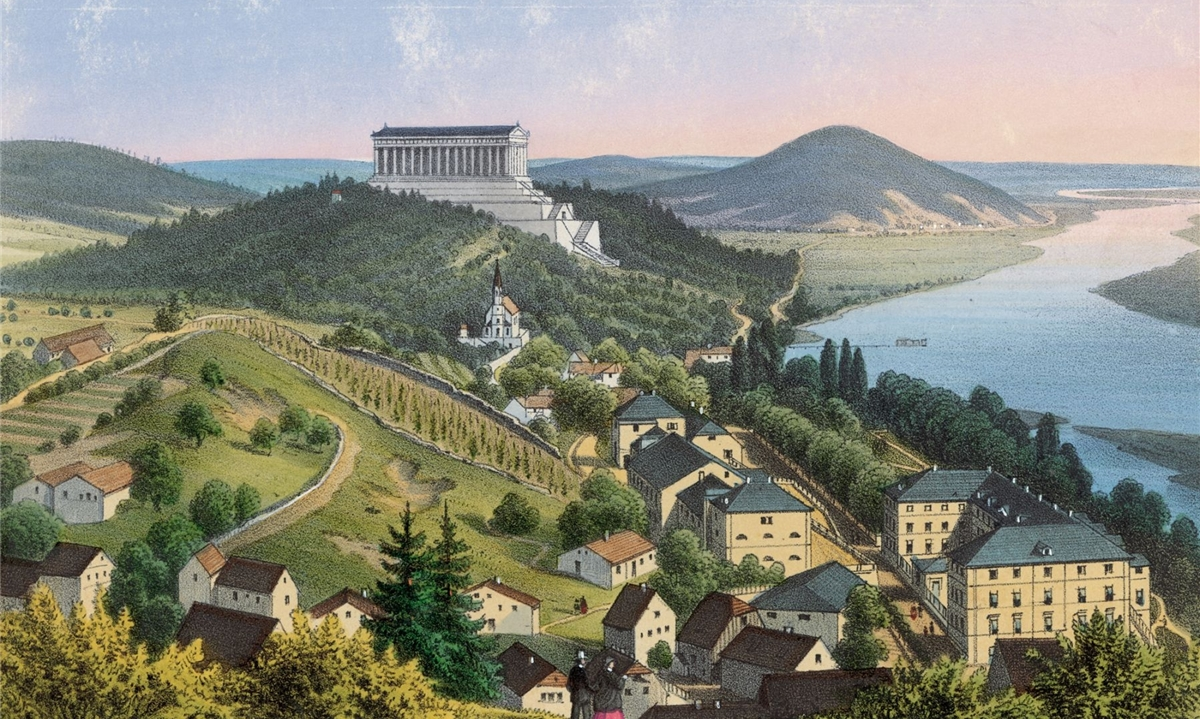
Donaustauf mit dem Schloss rechts unterhalb der Walhalla im Hintergrund

Schloss Donaustauf war eine Sommerresidenz der Fürsten von Thurn und Taxis in Donaustauf, Bayern in Deutschland. Das Schloss wurde bei einem Brand 1880 zerstört. Die Gärten und der Chinesische Turm haben bis heute überdauert.

## Geschichte
1812 erwarb Karl Alexander von Thurn und Taxis ein Klostergebäude, das vorher dem Hochstift Regensburg gehörte. Zwischen 1817 und 1819 wurde dieses Gebäude zu einer fürstlichen Sommerresidenz oberhalb der Donau.
Unter Maximilian Karl von Thurn und Taxis, welcher 1839 Mathilde Sophie zu Oettingen-Oettingen und Oettingen-Spielberg heiratete, wurde das Schloss die bevorzugte Sommerresidenz der Fürstin, die sich von der romantischen Szenerie des Donautals angezogen fühlte. Sieben ihrer zwölf Kinder wurden im Schloss Donaustauf geboren.
Zwischen 1829/1830 und 1841/1842 wurde das Schloss anlässlich des Baus der Walhalla, deren Grundstein 1830 gelegt und die 1842 eingeweiht wurde, umgebaut. Nach Fertigstellung zählte das Schloss insgesamt 112 Zimmer. Zwischen 1831 und 1832 wurden verschiedene Nebengebäude errichtet, wie die Ställe und eine Reithalle.
Ein neugotischer Neubau des Schlosses wurde 1843 in Betracht gezogen, kam aber nicht zustande. Lediglich die Entwürfe von Ludwig Voltz, dem Architekten der neugotischen Renovierung der anderen fürstlichen Sommerresidenz Schloss Taxis (Trugenhofen), blieben erhalten.
Am 4. März 1880 wurden das Schloss und etliche andere Gebäude entlang des Ufers der Donau bei einem Stadtbrand zerstört. Anschließend wurde das Schloss nicht wiederhergestellt. Fürstin Mathilde begann, das Schloss Neueglofsheim als ihre Sommerresidenz zu nutzen.
Zudem trägt der jeweilige Chef des Fürstenhauses Thurn und Taxis den Titel Herzog von Wörth und Donaustauf, der ihnen 8. Mai 1899 vom Prinzregenten Luitpold von Bayern verliehen wurde.

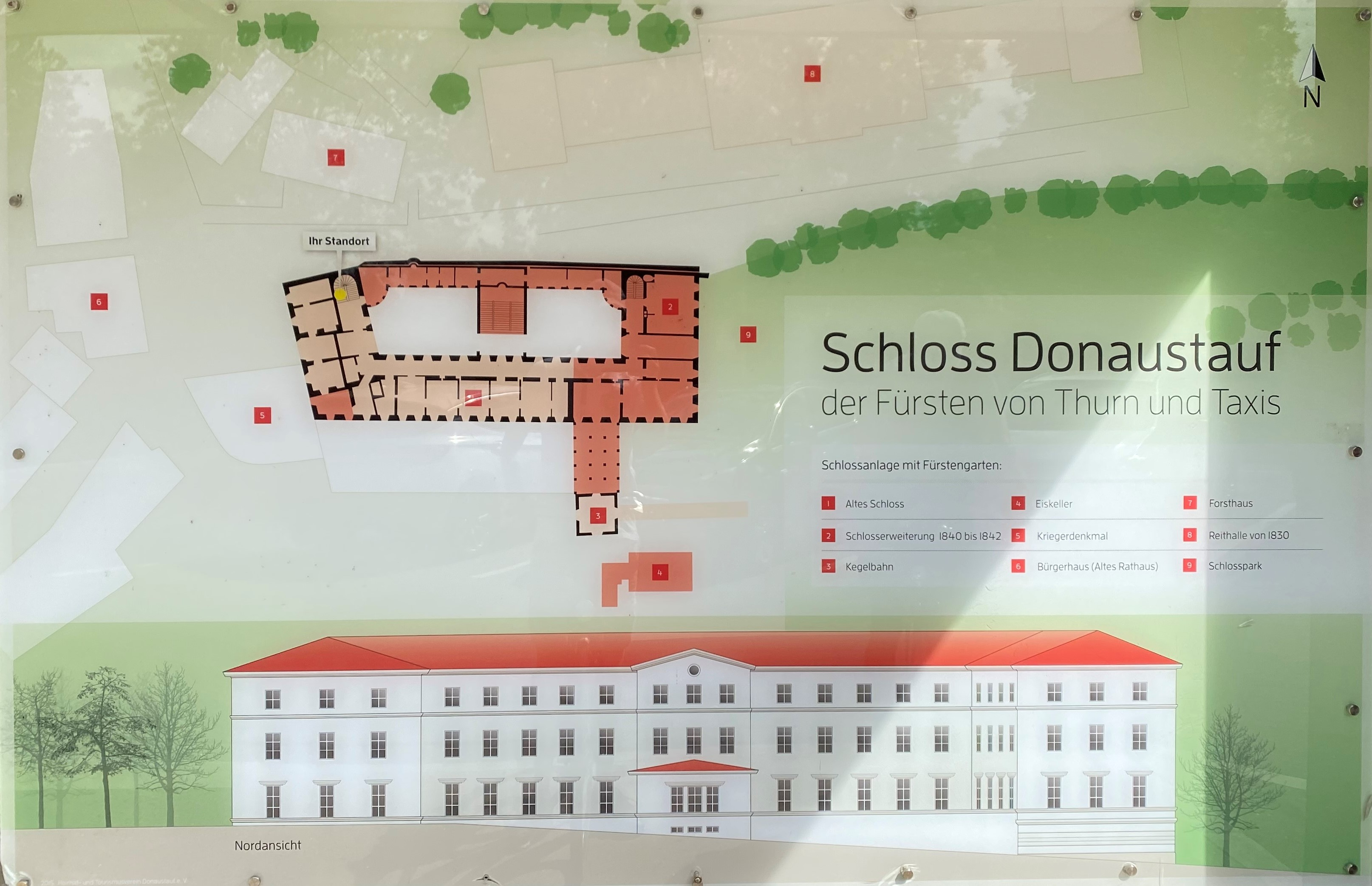
Rekonstruktion und Plan von Schloss Donaustauf auf einer Informations-Tafel am ehemaligen Standort des Schlosses in Donaustauf
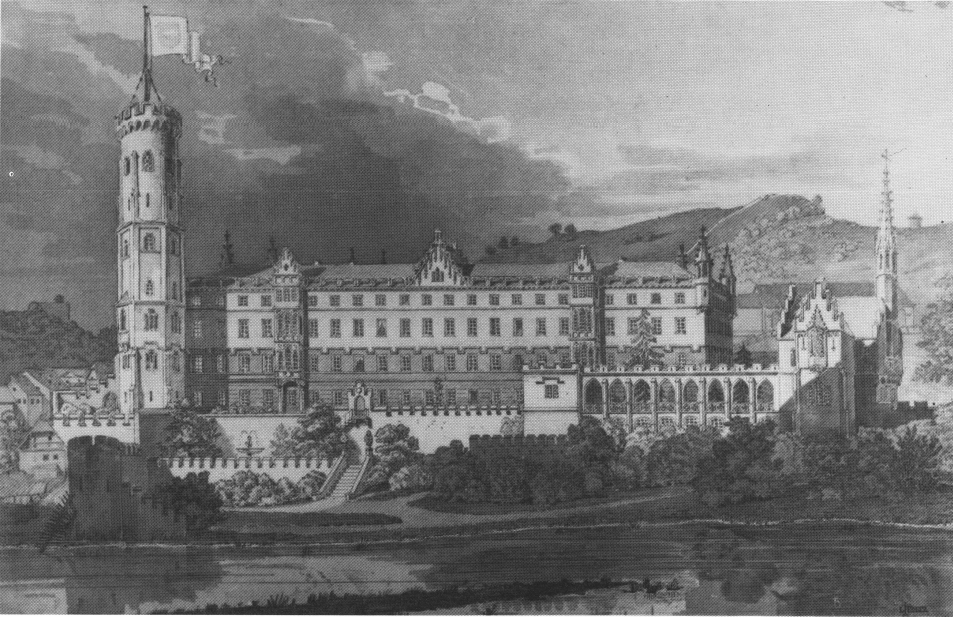
Ein nicht ausgeführter neugotischer Entwurf für das Schloss durch Ludwig Voltz (1846)
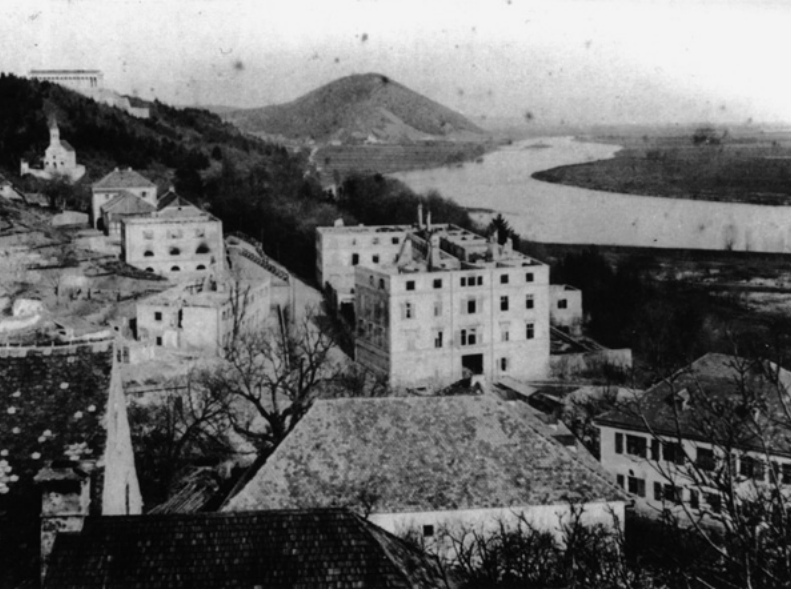
Schloss Donaustauf nach dem Brand 1880
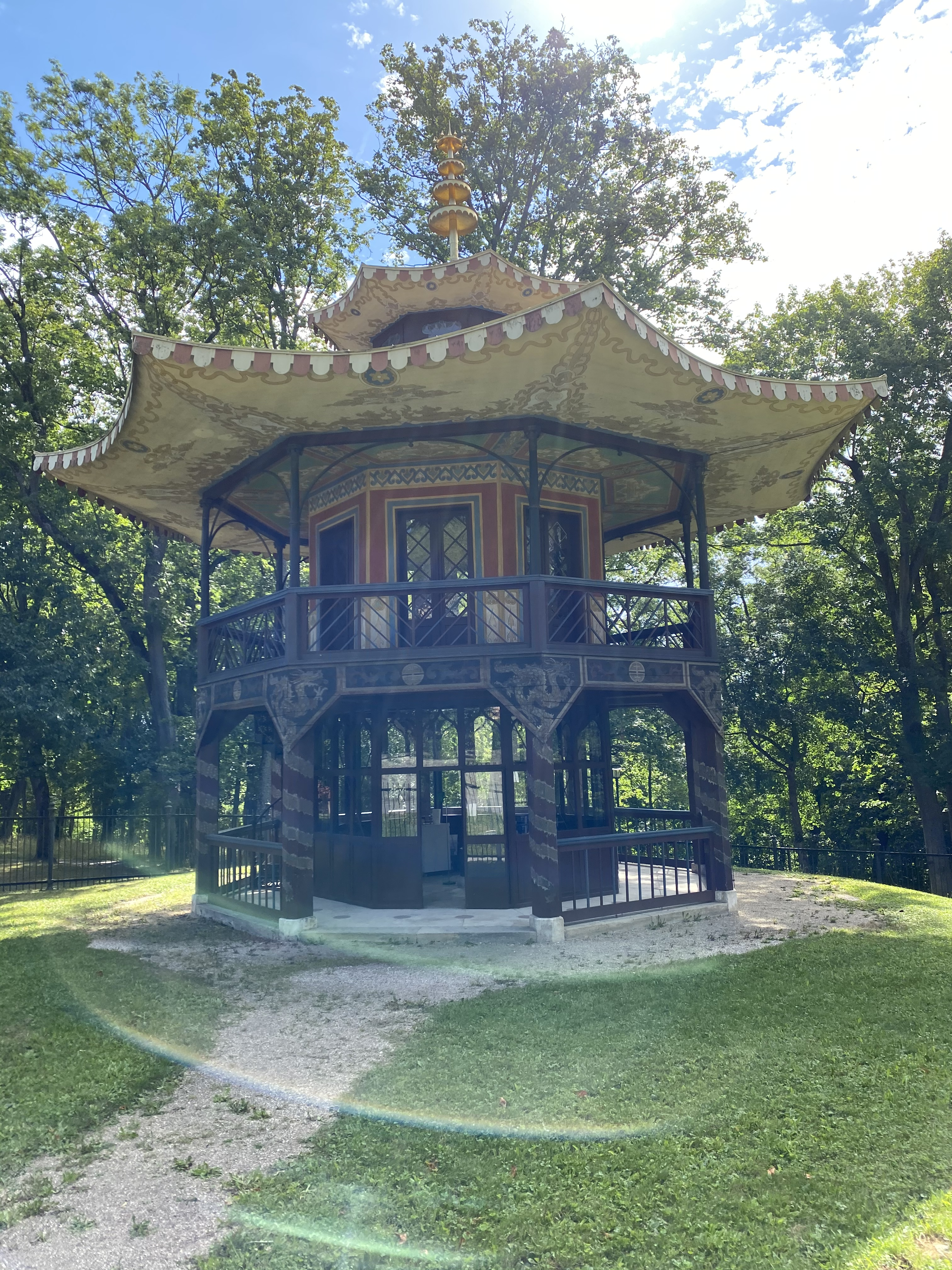
Chinesischer Turm in den fürstlichen Gärten

## Chinesischer Turm
Heute gehören der Fürstengarten mit dem Chinesischen Turm (erbaut 1842) und das Forstamt zu den kleinen Erinnerungen an das fürstliche Schloss in Donaustauf.  Der Chinesische Turm ist eine im Original erhalten gebliebene Holzkonstruktion aus dem Jahre 1842. Beim großen Marktbrand im Jahre 1880 blieb der Chinesische Turm im Osten des Fürstengartens verschont. 1902 wurde er in Donaustauf abgebaut und im Schlossgarten von Prüfening wieder aufgebaut. 1999 schließlich wurde er nach Donaustauf zurücktransportiert, mit großem Aufwand und Engagement restauriert und steht nun beinahe wieder an historischer Stelle.